# Trung Le Nguyen
Trung Le Nguyen (bút danh Trungles, sinh ngày 2 tháng 6 năm 1990) là họa sĩ hoạt hoạ người Mỹ gốc Việt. Anh được biết đến nhiều nhất là tác giả của tác phẩm tiểu thuyết đồ hoạ The Magic Fish, do Random House Graphic xuất bản vào năm 2020.

## Tiểu sử

### Xuất thân và sự nghiệp
Trung Le Nguyen sinh ra trong trại tị nạn cho người Việt ở Philippines và đến Hoa Kỳ khi còn nhỏ vào năm 1992. Anh bắt đầu vẽ truyện tranh ở trường cấp hai như một thú vui tiêu khiển, và từ bỏ khi lên đại học: "Tôi chưa bao giờ thực sự nghĩ tới chuyện xem đó như sự nghiệp đường dài. Tôi nghĩ chỉ là một cách dễ dàng để đốt thời gian." Anh tốt nghiệp Đại học Hamline năm 2012, nhận bằng cử nhân về mỹ thuật studio và lịch sử nghệ thuật. Kế hoạch đầu anh dự định theo đuổi sự nghiệp quản lý nghệ thuật nhưng về sau lại đi theo con đường vẽ truyện tranh. Phong cách nghệ thuật của Trung Le tập trung vào chất liệu bút sắt và bút chì truyền thống (ngược lại với kỹ thuật số), và lấy cảm hứng từ những biểu tượng Việt Nam, shōjo manga, và văn học thiếu nhi cổ điển. Rose O'Neill, Heinrich Lefler và Harry Clarke là những người có tầm ảnh hưởng lên phong cách nghệ thuật của anh.
Năm 2017, anh làm giám khảo cho Giải Ignatz. Cùng năm đó, sách tranh tô màu Fauns & Fairies của anh được Oni Press xuất bản với nhãn truyện tranh khiêu dâm Limerence Press. Năm 2018, anh làm họa sĩ cho tuyển tập truyện tranh lãng mạn Twisted Romance của Image Comics, do Alex de Campi lên kịch bản. Tháng 10 năm 2020, Random House Graphic xuất bản cuốn tiểu thuyết đồ hoạ đầu tay của anh mang tên The Magic Fish. Tác phẩm xoay quanh câu chuyện của Tiến, một cậu bé người Mỹ gốc Việt đồng tính,  và trăn trở của cậu trong việc "công khai" tính dục với cha mẹ. Việc cha mẹ Tiến là người tị nạn nhập cư, cùng rào cản ngôn ngữ giữa hai thế hệ càng khiến Tiến khó giải bày tâm sự. Nội dung được truyền cảm hứng từ cuộc đời của tác giả.The Magic Fish được The Globe and Mail, Thư viện Công cộng New York, và Nerdist lựa chọn trở thành một trong những cuốn sách hay nhất năm 2020.

### Đời tư
Trung Le Nguyen là người phi nhị nguyên đồng tính nam, anh dùng đại từ nhân xưng he/they (anh ấy/họ). Anh hiện sống ở Minneapolis, Minnesota.

## Một số tác phẩm chọn lọc
- The Magic Fish (Random House Graphic, 2020)
- Star Spinner Tarot (Chronicle Books, 2020)
- Twisted Romance #4 (Image Comics, 2018)
- Adventure Time Marshall Lee Spectacular (Boom! Studios, 2018)
- Fauns & Fairies: The Adult Fantasy Coloring Book (Limerence Press, 2017)